# 최형진
최형진(1979년 ~ )은 대한민국의 요리사이자, 중국 가정식집 진지아(轸的家)의 오너셰프이다.

## 방송
- 2015년 SBS Plus 《강호대결 중화대반점》
- 2016년 JTBC 《쿡가대표》
- 2016년 JTBC 《냉장고를 부탁해》
- 2017년 MBC 《오늘은장날》
- 2022년 KBS 《6시 내고향》<셰프의선물>

## 경력
- 2007 ~ 2013 홍보석 수석셰프
- 2013 ~ 2018 피에프창 수석셰프
- 2015 ~ 사) 한국중찬 문화교류협회 부회장
- 2019~ 진지아 오너셰프

## 수상
- 2012년 제7회 세계 중국 요리 대회 단체전 금메달
- 2012년 제7회 세계 중국 요리 대회 개인전 금메달